# Wim Fissette
Wim Fissette, né le 22 mars 1980 à Saint-Trond, est un entraîneur de tennis belge.
Il a travaillé avec plusieurs joueuses qui ont été numéros 1 mondiales de la WTA : Victoria Azarenka, Kim Clijsters, Simona Halep , Angelique Kerber et Naomi Osaka. Il entraîna également Johanna Konta.

## Carrière
Il a disputé une trentaine de tournois professionnels à la fin des années 1990 sans obtenir de résultat significatif.
Fissette a d'abord assumé le rôle d'entraîneur de Kim Clijsters lorsque la Belge a fait son retour sur le WTA Tour en 2009, après avoir été son partenaire d'entraînement avant sa première retraite en 2007. Sous sa direction, Clijsters a remporté l'US Open cette année-là en tant que wild card, et a conservé avec succès le titre l'année suivante. Elle a également remporté le Masters en 2010, puis l'Open d'Australie au début 2011. Fissette et Clijsters se sont séparés en septembre de la même année.

## Joueuses entraînées
- Kim Clijsters (2009–2011)
- Sabine Lisicki (2013)
- Simona Halep (2014)
- Victoria Azarenka (2015–2016)
- Petra Kvitová (2016)
- Sara Errani (2016)
- Johanna Konta (2016–2017)
- Angelique Kerber (2017–2018)
- Victoria Azarenka (2018–2020)
- Naomi Osaka (2020–2022)
- Zheng Qinwen (2023)
- Naomi Osaka (2023–2024)
- Iga Świątek (2024–)

### Tournois remportés et finalistes
- 2009 et 2010 : US Open (Clijsters)
- Masters 2010 (Clijsters)
- Open d'Australie 2011 (Clijsters)
- Wimbledon 2013 : finaliste (Lisicki)
- Internationaux de France 2014 : finaliste (Halep)
- Wimbledon 2018 (Kerber)
- US Open 2020 (Osaka)
- Open d'Australie 2021 (Osaka)
- Wimbledon 2025 (Świątek)